# AFL - Division III 2019
La AFL Division III 2019 è stata la 9ª edizione del campionato di football americano di quarto livello, organizzato dalla AFBÖ.

## Squadre partecipanti
| Club                  | Città          | Stadio | Sponsor ufficiale | Risultato nella stagione 2018 |
| --------------------- | -------------- | ------ | ----------------- | ----------------------------- |
| Asperhofen Blue Hawks | Asperhofen     |        |                   |                               |
| Carinthian Eagles     | Villaco        |        |                   |                               |
| Danube Dragons 2      | Vienna         |        |                   |                               |
| Fehérvár Enthroners   | Székesfehérvár |        |                   |                               |
| Gmunden Rams          | Gmunden        |        |                   |                               |
| Pinzgau Celtics       | Piesendorf     |        |                   |                               |
| Schwaz Hammers        | Schwaz         |        |                   |                               |
| Upper Styrian Rhinos  | Kapfenberg     |        |                   |                               |
| Weinviertel Spartans  | Mistelbach     |        |                   |                               |
| Wörgl Warriors        | Wörgl          |        | Vertex            |                               |

## Stagione regolare

### Calendario

#### 1ª giornata
| Székesfehérvár 23 marzo 2019, ore 14:00 | Fehérvár Enthroners | 44 – 7 (13-0 17-7 14-0 0-0) referto | Danube Dragons 2 | FIRST Field |

| Schwaz 23 marzo 2019, ore 15:00 | Schwaz Hammers | 42 – 6 (21-0 14-0 0-0 7-6) referto | Gmunden Rams | Silberstadt Arena |

| Villaco 24 marzo 2019, ore 14:15 | Carinthian Eagles | 0 – 41 (0-21 0-7 0-0 0-13) referto | Pinzgau Celtics | Sportzentrum Landskron |

| Mistelbach 24 marzo 2019, ore 15:00 | Weinviertel Spartans | 3 – 24 (0-6 3-0 0-9 0-9) referto | Asperhofen Blue Hawks | Sportzentrum Mistelbach |

#### 2ª giornata
| Oberaich 30 marzo 2019, ore 14:00 | Upper Styrian Rhinos | 33 – 23 (13-0 0-7 6-9 14-7) referto | Weinviertel Spartans | SV Oberaich (480 spett.) |

| Gmunden 30 marzo 2019, ore 15:00 | Gmunden Rams | 7 – 21 (7-0 0-6 0-8 0-7) referto | Carinthian Eagles | SEP-Arena |

| Söll 31 marzo 2019, ore 14:00 | Wörgl Warriors | 7 – 21 (7-0 0-0 0-7 0-14) referto | Schwaz Hammers | Salvenarena |

| Heiligeneich 31 marzo 2019, ore 15:00 | Asperhofen Blue Hawks | 7 – 33 (7-10 0-14 0-9 0-0) referto | Fehérvár Enthroners | Sportplatz Atzenbrugg |

#### 3ª giornata
| Székesfehérvár 13 aprile 2019, ore 14:00 | Fehérvár Enthroners | 33 – 3 (6-0 14-0 13-0 0-3) referto | Upper Styrian Rhinos | FIRST Field |

| Heiligeneich 13 aprile 2019 | Asperhofen Blue Hawks | 20 – 19 (13-13 0-0 7-6 0-0) referto | Danube Dragons 2 | Sportplatz Atzenbrugg |

| Piesendorf 13 aprile 2019, ore 18:00 | Pinzgau Celtics | 39 – 0 (7-0 7-0 7-0 18-0) referto | Gmunden Rams | Celtics Field |

| Villaco 14 aprile 2019, ore 15:45 | Carinthian Eagles | 7 – 11 (7-0 0-2 0-6 0-3) referto | Wörgl Warriors | Sportzentrum Landskron |

#### 4ª giornata
| Maria Enzersdorf 19 aprile 2019, ore 19:00 | Danube Dragons 2 | 50 – 7 (14-0 13-7 13-0 10-0) referto | Weinviertel Spartans | BSFZ-Arena |

#### 5ª giornata
| Oberaich 27 aprile 2019, ore 15:00 | Upper Styrian Rhinos | 0 – 13 (0-0 0-13 0-0 0-0) referto | Danube Dragons 2 | SV Oberaich |

| Schwaz 27 aprile 2019, ore 16:00 | Schwaz Hammers | 35 – 0 (21-0 14-0 0-0 0-0) referto | Carinthian Eagles | Silberstadt Arena |

| Söll 27 aprile 2019, ore 17:00 | Wörgl Warriors | 0 – 42 (0-14 0-7 0-14 0-7) referto | Pinzgau Celtics | Salvenarena |

| Mistelbach 28 aprile 2019, ore 15:00 | Weinviertel Spartans | 0 – 42 (0-28 0-7 0-7 0-0) referto | Fehérvár Enthroners | Sportzentrum Mistelbach |

#### 6ª giornata
| Piesendorf 4 maggio 2019, ore 16:00 | Pinzgau Celtics | 13 – 35 (7-14 6-14 0-7 0-0) referto | Schwaz Hammers | Celtics Field |

| Gmunden 5 maggio 2019, ore 17:00 | Gmunden Rams | 21 – 3 (0-0 7-3 7-0 7-0) referto | Wörgl Warriors | SEP-Arena |

#### 7ª giornata
| Schwaz 10 maggio 2019, ore 19:30 | Schwaz Hammers | 42 – 7 (14-0 8-0 14-7 6-0) referto | Wörgl Warriors | Silberstadt Arena |

| Székesfehérvár 12 maggio 2019, ore 14:00 | Fehérvár Enthroners | 12 – 0 (12-0 0-0 0-0 0-0) referto | Asperhofen Blue Hawks | FIRST Field |

| Villaco 12 maggio 2019, ore 14:15 | Carinthian Eagles | 14 – 10 (0-0 7-10 7-0 0-0) referto | Gmunden Rams | Sportzentrum Landskron |

| Mistelbach 12 maggio 2019, ore 15:00 | Weinviertel Spartans | 14 – 20 (6-6 2-6 0-8 0-0) referto | Upper Styrian Rhinos | Sportzentrum Mistelbach |

#### 8ª giornata
| Maria-Anzbach 19 maggio 2019, ore 15:00 | Asperhofen Blue Hawks | 6 – 24 (0-0 0-3 0-7 6-14) referto | Upper Styrian Rhinos | Sportplatz Maria-Anzbach |

#### 9ª giornata
| Gmunden 25 maggio 2019, ore 15:00 | Gmunden Rams | 0 – 38 (0-10 0-14 0-7 0-7) referto | Schwaz Hammers | SEP-Arena |

| Piesendorf 25 maggio 2019, ore 16:00 | Pinzgau Celtics | 29 – 7 (7-0 6-0 0-7 16-0) referto | Carinthian Eagles | Celtics Field |

| Heiligeneich 26 maggio 2019, ore 15:00 | Asperhofen Blue Hawks | 42 – 0 (0-0 25-0 17-0 0-0) referto | Weinviertel Spartans | Sportplatz Atzenbrugg |

| Maria Enzersdorf 26 maggio 2019, ore 16:00 | Danube Dragons 2 | 0 – 35 (0-12 0-10 0-6 0-7) referto | Fehérvár Enthroners | BSFZ-Arena |

#### 10ª giornata
| Oberaich 8 giugno 2019, ore 15:00 | Upper Styrian Rhinos | 16 – 10 (d.t.s.) (0-0 7-0 3-3 0-7 6-0) referto | Asperhofen Blue Hawks | SV Oberaich |

| Schwaz 10 giugno 2019, ore 15:00 | Schwaz Hammers | 41 – 28 (21-14 14-14 6-0 0-0) referto | Pinzgau Celtics | Silberstadt Arena |

| Mistelbach 10 giugno 2019, ore 15:00 | Weinviertel Spartans | 7 – 30 (0-14 0-0 0-7 7-9) referto | Danube Dragons 2 | Sportzentrum Mistelbach |

| Söll 10 giugno 2019, ore 17:00 | Wörgl Warriors | 0 – 6 (0-6 0-0 0-0 0-0) referto | Gmunden Rams | Salvenarena |

#### 11ª giornata
| 15 giugno 2019, ore 14:00 | Fehérvár Enthroners | 35 – 0 (a tavolino) referto | Weinviertel Spartans |  |

| Piesendorf 15 giugno 2019, ore 16:00 | Pinzgau Celtics | 16 – 6 (0-0 9-0 7-6 0-0) referto | Wörgl Warriors | Celtics Field |

| Maria Enzersdorf 16 giugno 2019, ore 12:00 | Danube Dragons 2 | 0 – 30 (0-14 0-9 0-0 0-7) referto | Upper Styrian Rhinos | BSFZ-Arena |

| Villaco 16 giugno 2019, ore 14:15 | Carinthian Eagles | 0 – 42 (0-21 0-7 0-7 0-7) referto | Schwaz Hammers | Sportzentrum Landskron |

#### 12ª giornata
| Oberaich 29 giugno 2019, ore 15:00 | Upper Styrian Rhinos | 7 – 42 (0-0 7-14 0-7 0-21) referto | Fehérvár Enthroners | SV Oberaich |

| Söll 29 giugno 2019, ore 17:00 | Wörgl Warriors | 20 – 7 (6-0 0-7 8-0 6-0) referto | Carinthian Eagles | Salvenarena |

| Gmunden 29 giugno 2019, ore 18:00 | Gmunden Rams | 0 – 14 (0-0 0-14 0-0 0-0) referto | Pinzgau Celtics | SEP-Arena |

| Maria Enzersdorf 30 giugno 2019, ore 12:00 | Danube Dragons 2 | 35 – 20 (17-0 3-20 0-0 15-0) referto | Asperhofen Blue Hawks | BSFZ-Arena |

### Classifica
La classifica della regular season è la seguente:
- PCT = percentuale di vittorie, G = partite giocate, V = partite vinte,  P = partite perse, PF = punti fatti, PS = punti subiti

#### Conference A
| Pos. | Squadra           | PCT   | G | V | N | P | PF  | PS  |
| ---- | ----------------- | ----- | - | - | - | - | --- | --- |
| 1    | Schwaz Hammers    | 1.000 | 8 | 8 | 0 | 0 | 296 | 61  |
| 2    | Pinzgau Celtics   | .750  | 8 | 6 | 0 | 2 | 222 | 89  |
| 3    | Gmunden Rams      | .250  | 8 | 2 | 0 | 6 | 50  | 171 |
| 4    | Carinthian Eagles | .250  | 8 | 2 | 0 | 6 | 56  | 195 |
| 5    | Wörgl Warriors    | .250  | 8 | 2 | 0 | 6 | 54  | 162 |

#### Conference B
| Pos. | Squadra               | PCT   | G | V | N | P | PF  | PS  |
| ---- | --------------------- | ----- | - | - | - | - | --- | --- |
| 1    | Fehérvár Enthroners   | 1.000 | 8 | 8 | 0 | 0 | 276 | 24  |
| 2    | Upper Styrian Rhinos  | .625  | 8 | 5 | 0 | 3 | 133 | 141 |
| 3    | Danube Dragons 2      | .500  | 8 | 4 | 0 | 4 | 154 | 163 |
| 4    | Asperhofen Blue Hawks | .375  | 8 | 3 | 0 | 5 | 129 | 142 |
| 5    | Weinviertel Spartans  | .000  | 8 | 0 | 0 | 8 | 54  | 276 |

## Playoff

### Tabellone
|  | Semifinali | Semifinali           | Semifinali |                     |    | XVI Challenge Bowl   | XVI Challenge Bowl | XVI Challenge Bowl |  |
|  |            |                      |            |                     |    |                      |                    |                    |  |
|  | 1A         | Schwaz Hammers       | 16         |                     |    |                      |                    |                    |  |
|  | 1A         | Schwaz Hammers       | 16         |                     |    |                      |                    |                    |  |
|  | 2B         | Upper Styrian Rhinos | 19         |                     |    |                      |                    |                    |  |
|  | 2B         | Upper Styrian Rhinos | 19         |                     | 1A | Upper Styrian Rhinos | 6                  |                    |  |
|  |            |                      |            |                     | 1A | Upper Styrian Rhinos | 6                  |                    |  |
|  |            |                      | 1B         | Fehérvár Enthroners | 32 |                      |                    |                    |  |
|  | 2A         | Pinzgau Celtics      | 1B         | Fehérvár Enthroners | 32 | 6                    |                    |                    |  |
|  | 2A         | Pinzgau Celtics      |            |                     |    |                      |                    |                    |  |
|  | 1B         | Fehérvár Enthroners  | 37         |                     |    |                      |                    |                    |  |

### Semifinali
| 13 luglio 2019, ore 17:00 | Schwaz Hammers | 16 – 19 (9-0 0-6 7-7 0-3 0-3) referto | Upper Styrian Rhinos |  |

| 13 luglio 2019, ore 17:00 | Fehérvár Enthroners | 37 – 6 (14-0 9-0 7-0 7-6) referto | Pinzgau Celtics | (500 spett.) |

### XVI Challenge Bowl
| Oberaich 20 luglio 2019, ore 16:00 | Fehérvár Enthroners | 32 – 6 (0-6 12-0 14-0 6-0) referto | Upper Styrian Rhinos | SV Oberaich (750 spett.) |

## Verdetti
- /  Fehérvár Enthroners Vincitori dell'AFL Division III 2019